# Magnus Hirschfeld

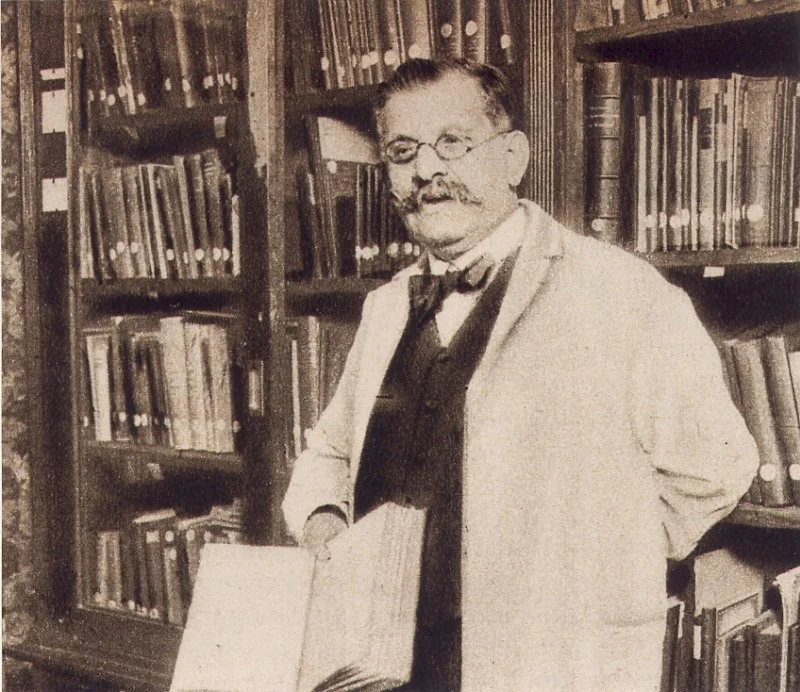
Magnus Hirschfeld in 1919

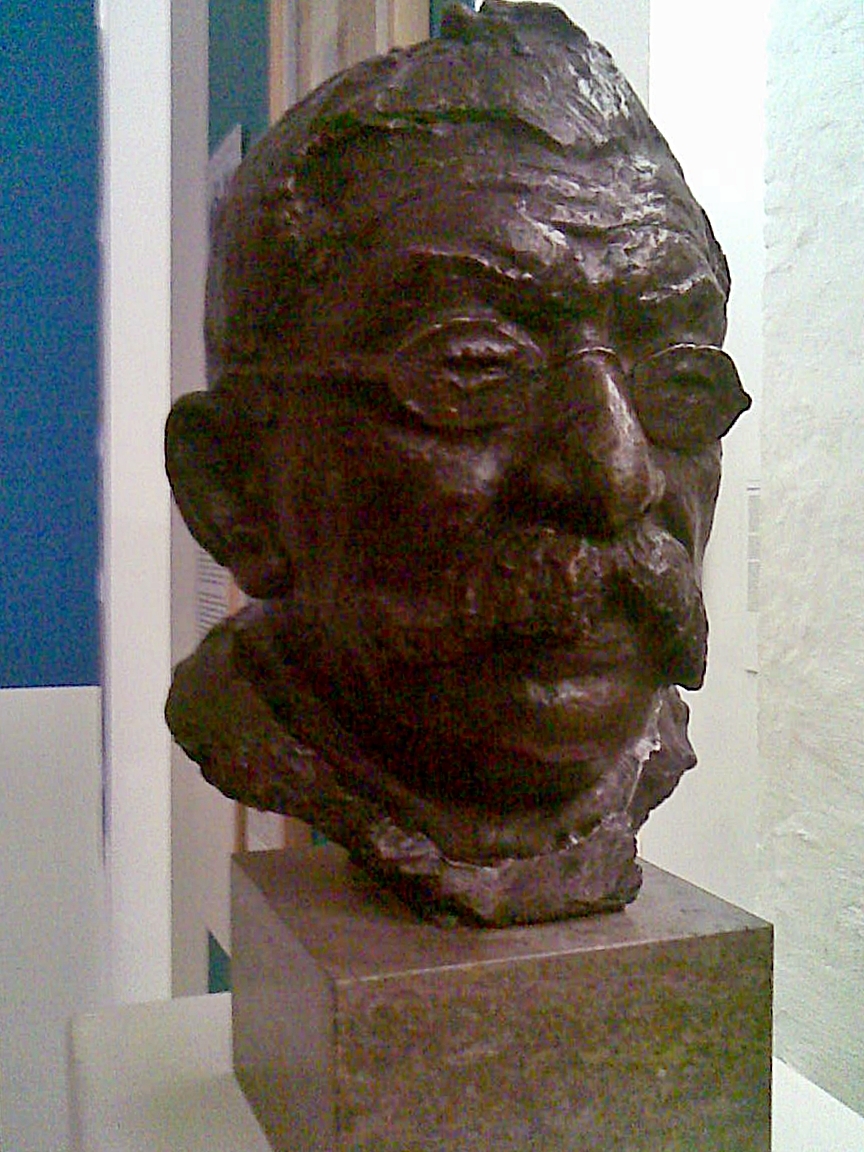
Het hoofd van Hirschfeld in brons wordt bewaard in het Schwules Museum in Berlijn

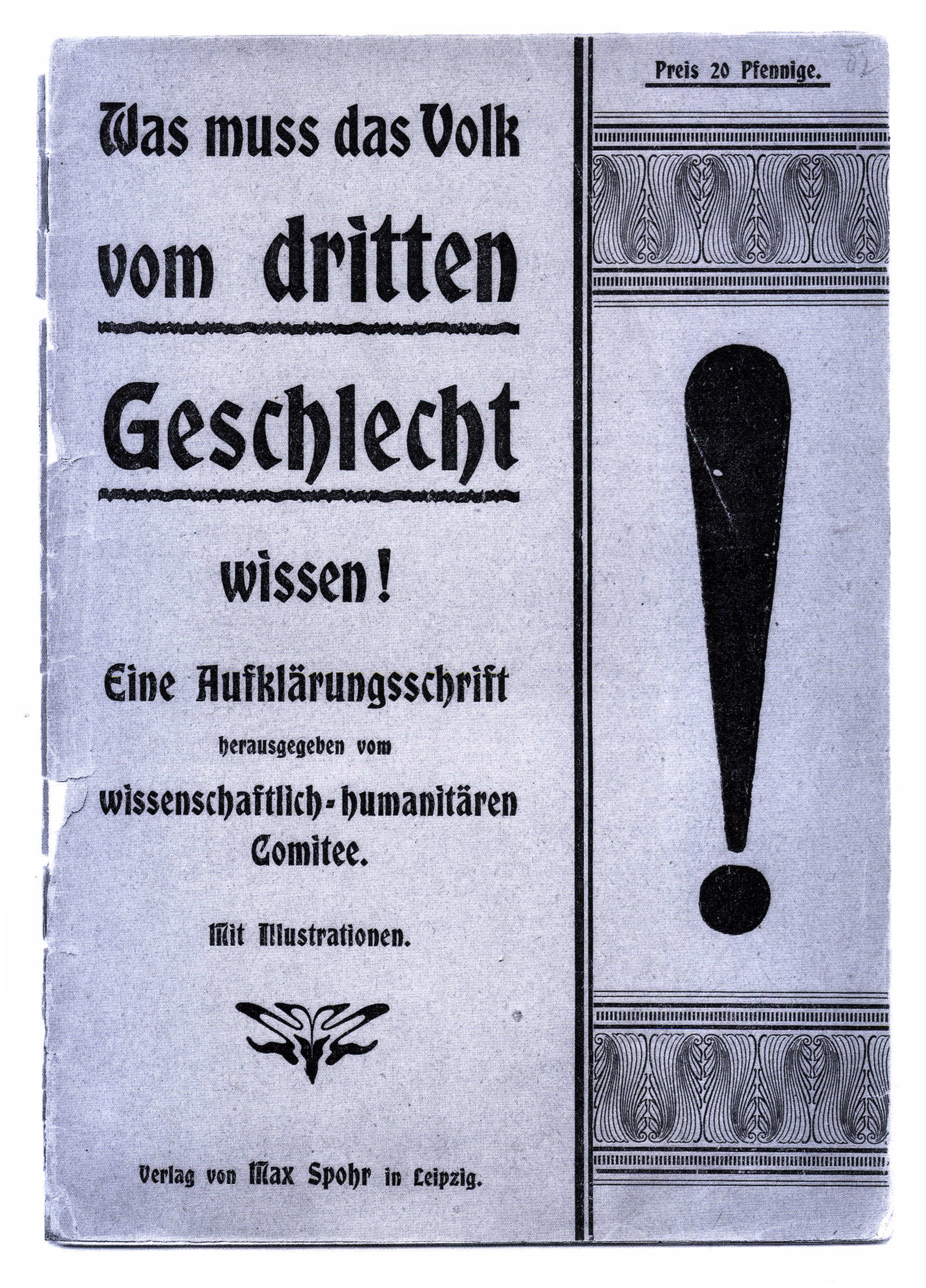
Was muss das Volk vom dritten Geschlecht wissen, een brochure uit 1901

Magnus Hirschfeld (Colberg, 14 mei 1868 – Nice, 14 mei 1935) was een Duitse arts, schrijver en seksuoloog van Joodse komaf en een vroege voorvechter voor de emancipatie van homoseksuelen en transgender personen.

## Emancipatie van homoseksuelen
Hirschfeld studeerde onder andere medicijnen en vestigde zich als arts, vanaf 1895 in Berlijn. Daar richtte hij in 1897 het Wissenschaftlich-humanitäre Komitee op dat gericht was op emancipatie van homoseksuelen. Het comité zette zich onder meer in voor hervorming van paragraaf 175 van het Duitse Wetboek van Strafrecht, dat seks tussen mannen verbood. Hij werkte daarbij samen met de uitgever Max Spohr te Leipzig, die al eerder begonnen was met een reeks brochures ten bate van de emancipatie van homoseksuelen. In 1896 publiceerde Hirschfeld bij Spohr zijn eerste brochure over dat onderwerp, getiteld Sappho und Sokrates. In 1898 verscheen in een twaalfdelige serie het werk van de pionier Karl Heinrich Ulrichs in herdruk, de Forschungen über das Rätsel der mannmännlichen Liebe. Hirschfeld ging ervan uit dat homoseksualiteit een aangeboren variant van seksuele voorkeur was en dat er daarom geen reden was voor een verbod op de herenliefde (of de damesliefde). Daarmee versterkte hij ook de basis voor de bemoeienis van de medische wetenschap met homoseksualiteit, iets wat in latere decennia niet altijd positief uitpakte - met o.a. gedwongen hormoonbehandelingen en castraties als uitwassen.
In 1899 begon Hirschfeld met de uitgave van het monumentale tijdschrift Jahrbuch für sexuelle Zwischenstufen, waarvan het drieëntwintigste en laatste jaardeel in 1923 verscheen. Het behandelt homoseksualiteit, androgynie, transseksualiteit en verschillende andere seksuele, geslachts- en gendervariaties in uitvoerige strikt wetenschappelijke artikelen en boekrecensies, geschreven door een keur aan wetenschappers uit vele landen. In totaal beslaan de delen van dit jaarboek zo'n 6000 pagina's. Ook gaf Hirschfeld andere tijdschriften uit, zoals het Zeitschrift für Sexualwissenschaft (1908) en later het geïllustreerde maandblad Die Aufklärung. Hij is de auteur van een zeer omvangrijk oeuvre over seksualiteit in velerlei variaties; daaronder is het vijfdelig standaardwerk Geschlechtskunde (1926-1930), dat zo'n 3200 pagina's en 1300 illustraties bevat.
Hirschfeld was zelf ook homoseksueel en had relaties met onder andere Karl Giese en Li Shiu Tong. Hij deed daarnaast ook aan wat hij zelf 'travestie' noemde en had wat we tegenwoordig wel een drag persona zouden noemen: Tante Magnesia.

## Institut für Sexualwissenschaft
In 1919 stichtte Hirschfeld in Berlijn samen met de dermatoloog Friedrich Wertheim en de zenuwarts Arthur Kronfeld 's werelds eerste instituut voor wetenschappelijk onderzoek van seksualiteit, het Institut für Sexualwissenschaft, dat gevestigd was in de stadsvilla van de vorstelijke familie Von Hatzfeldt, die Hirschfeld gekocht had. Een jaar later werd hij door rechts-extremistische jongeren in München ernstig mishandeld, zozeer dat in sommige kranten zijn overlijden werd gemeld. In de jaren twintig zette Hirschfeld zich onder meer in voor het organiseren van congressen over seksuele hervorming. Op 16 november 1923 hield Hirschfeld in Den Haag een lezing over zijn onderzoek. Op verzoek van de Russische regering maakte hij in 1926 een reis naar Moskou en Leningrad. Vijf jaar later ging hij op een lange wereldreis naar Amerika, Azië en het Midden-Oosten. Zijn boek Die Weltreise eines Sexualforschers (1933, heruitgave 2006) is daar de weerslag van.
Ook het medium film werd door Hirschfeld gebruikt in zijn strijd voor seksuele voorlichting. Hij was de drijvende kracht achter de film Anders als die Andern (1919), waar voor het eerst een homoseksuele man als sympathieke persoonlijkheid ten tonele werd gevoerd - gespeeld door de destijds al beroemde acteur Conrad Veidt. Ook Hirschfeld speelde een rol in de film, als zichzelf. Deze film werd echter meteen verboden. Datzelfde lot was Hirschfelds latere voorlichtingsfilm Gesetze der Liebe (1927) beschoren. Beide films zijn wel bewaard gebleven en kunnen op dvd bekeken worden.

## Ballingschap
In verband met de sterk verslechterde politieke situatie in Duitsland vond Hirschfeld het raadzaam om niet meer naar Berlijn terug te keren. In 1932 ging hij in ballingschap naar Ascona, daarna naar Parijs, waar hij in mei 1933 op het filmjournaal moest zien dat het Institut für Sexualwissenschaft door de nazi's geplunderd werd en de bibliotheek samen met zijn portret in brons in de vlammen werd geworpen. Later verhuisde hij naar Nice, waar hij op 14 mei 1935 (zijn 67e verjaardag) overleed aan een hartaanval.
Één van de eerste vaginoplastieken werd in 1930 verricht, waarschijnlijk onder supervisie van Hirschfeld, bij de kunstenaar Lili Elbe, geboren als Einar Wegener, destijds echtgenoot van de kunstenares Gerda Wegener. Elbe stierf echter krap een jaar later, waarschijnlijk aan complicaties van haar verschillende operaties. De operatie van Dora Richter die in 1931 plaatsvond, was succesvol: Richter overleefde deze en leefde tot 1966 als vrouw. Richter had ook grote invloed op Hirschfelds denken. Waar hij eerst het idee van complete transitie en genderdysforie van de hand deed en meende dat travestie enkel een erotische verkleedpartij was (overigens deed hij als 'Tante Magnesia' ook aan travestie), deed Richter hem beseffen dat dit voor sommige mensen veel dieper ging en dat zij in sommige gevallen verlangden naar medisch ingrijpen. Na Richter zouden ook Toni Ebel en Charlotte Charlaque een vergelijkbare behandeling ontvangen.
Hirschfeld vroeg zijn gasten altijd iets persoonlijks in zijn "Gästebuch" te schrijven. Hoewel het een gastenboek werd genoemd waren het de mensen die hij persoonlijk ontmoette die er iets in schreven. Enkele daarvan waren: Norman Haire (een Australische arts en seksuoloog), Emma Goldman (een Amerikaanse anarchiste en feministe), Fritz Heymann (een Duitse journalist/schrijver/vertaler), Max Reiss (een Nederlandse arts) en Charlotte Polak-Rosenberg (een Nederlandse feministe/strijdster voor het vrouwenkiesrecht).
In 1999 verfilmde de Duitse cineast Rosa von Praunheim het leven van Magnus Hirschfeld onder de filmtitel Der Einstein des Sex, de bijnaam die de pers destijds aan Magnus Hirschfeld had gegeven.